# Crinipes abyssinicus
Crinipes abyssinicus là một loài thực vật có hoa trong họ Hòa thảo. Loài này được (Hochst. ex A.Rich.) Hochst. mô tả khoa học đầu tiên năm 1855.